# Match of the Day
Match of the Day (auch MotD) ist eine englische Fußballfernsehsendung. Die Sendung wird jeden Samstag während der englischen Fußball-Meisterschaft ausgestrahlt. MotD zeigt Highlights aus der höchsten englischen Spielklasse. Weiters wird die Sendung unter der Woche bei Mittwochsrunden, FA-Cup-Spielen oder Nationalmannschaftsspielen ausgestrahlt. Die Sendung ist eine der am längsten ausgestrahlten Sendungen der BBC.

## Geschichte

### 1960er
Das erste übertragene Fußballspiel war das Meisterschaftsspiel zwischen dem FC Arsenal und dem FC Liverpool im August 1964. Die Zuschauerzahl betrug nur 20.000, weil BBC2 damals nur in London empfangen werden konnte. Im Dezember 1964 wurde der Sender auch in den Midlands ausgestrahlt und konnte so von zwei Millionen Personen empfangen werden. Anfangs hatte das Sendeformat Probleme. Die englischen Fußballklubs wollten keinen Fernsehvertrag mit der BBC unterschreiben, weil sie glaubten die Zuschauerzahl in den Stadien könnte sinken. 1965 wurde ein Vertrag ausgehandelt, wonach kein Spiel live gezeigt werden konnte. Dieser Vertrag blieb bis 1983 aufrecht. 1969 wurde das erste Spiel in Farbe übertragen. Der FC Liverpool spielte gegen West Ham United.

### 1970er und 1980er
In den 1970er Jahren wurde Match of the Day das erfolgreichste Programm der BBC mit über 12 Millionen Zuschauern. 1970 wurden das Tor des Jahres bzw. des Monats ins Programm eingefügt. 1971 kamen die ersten Zeitlupen. In den Jahren 1979–1983 mussten die Rechte für das Ausstrahlen der Spiele am Samstag an ITV abgegeben werden. Ab 1983 wurden die Rechte mit ITV geteilt. Im Dezember 1983 wurde das erste Livespiel aus der höchsten englischen Spielklasse gezeigt. Manchester United gewann gegen Tottenham Hotspur mit 4:2. 1985 wurde das erste Mal ein englisches Ligapokalfinale übertragen.

### 1990er und 2000er
1992 wurden zum ersten Mal alle Tore einer Runde gezeigt. Anfang der 1990er Jahre verlor die BBC die Rechte für die englische Europapokalspiele. 1993 kamen die Rechte wieder zurück, aber die FA-Cup-Spiele mussten hergegeben werden. Somit musste sich Match of the Day auf internationale Auftritte englischer Mannschaften und die Premier League beschränken. 2001 verlor die BBC die Übertragungsrechte der Premier League an den ewigen Konkurrenten ITV. In diesen drei Jahren wurden FA-Cup-Zusammenfassungen, Spiele der englischen Fußballnationalmannschaft und UEFA-Cup-Spiele englischer Teams gezeigt. Seit 2006 zeigt Match of the Day wieder Spiele der englischen Premier League. Im Jahr 2007 war bei einem der Spiele einer Ausgabe erstmals eine Frau als Reporterin zu sehen. Ihr Name war Jacqui Oatley. Moderator der Sendung ist Gary Lineker. Einige weitere „Fußballexperten“ die bei der Sendung regelmäßig auftreten: Alan Hansen, Lee Dixon, Alan Shearer und Mark Lawrenson.